# 412
Évszázadok: 4. század – 5. század – 6. század
Évtizedek: 370-es évek – 370-es évek – 380-as évek – 390-es évek – 400-as évek – 410-es évek – 420-as évek – 430-as évek – 440-es évek – 450-es évek – 460-as évek
Évek: 407 – 408 – 409 – 410 –  411 – 412 – 413 – 414 – 415 – 416 – 417

## Események

### Nyugat- és Keletrómai Birodalom
- Honorius (nyugaton) és II. Theodosius (keleten) császárokat választják consulnak.
- Athaulf vizigót király Dél-Itáliából átvonul Dél-Galliába, ahol tárgyalásokat kezd az önjelölt császár Iovianusszal. Viszonyukat megrontja, hogy Athaulf megtámadja és megöli a rivális klánból származó gót Sarust, aki Iovianus támogatója. Iovianus tárcsászárrá nevezi ki öccsét, Sebastianust, de mivel nem kérte ki előzetesen a véleményét, Athaulf sértve érzi magát és inkább Honorius császárral szövetkezik.
- Heraclianus africai kormányzó (comes) fellázad Honorius ellen és császárrá kiáltja ki magát, valamint leállítja a Rómába tartó gabonaszállítmányokat.
- Thébai Olümpiodórosz Honorius megbízásából követségben jár az Uldin halála után trónra került Kharaton hun királynál.
- Theophilosz halálát követően Kürilloszt választják Alexandria pátriárkájává.

## Születések
- Proklosz, görög neoplatonista filozófus

## Halálozások
- október 28. – Theophilosz, alexandriai pátriárka
- Uldin, hun király
- Sarus, gót hadvezér

## Fordítás
- Ez a szócikk részben vagy egészben  a(z)   412 című angol Wikipédia-szócikk ezen változatának fordításán alapul.  Az eredeti cikk szerkesztőit annak laptörténete sorolja fel. Ez a jelzés csupán a megfogalmazás eredetét és a szerzői jogokat jelzi, nem szolgál a cikkben szereplő információk forrásmegjelöléseként.